# Theodóros II. Palaiologos
Theodóros II. Palaiologos (1395/1396 – 21. června 1448), syn byzantského císaře Manuela II. Palaiologa a Heleny Srbské, byl v letech 1407–1443 morejským despotou.

## Život
Theodóros po otci zdědil intelektuální zájmy a byl skvělým matematikem. Ale byl náladový, neurotický, výbušný, ctižádostivý a zároveň v nejbližší chvíli chtěl odejít do kláštera. Roku 1407, ještě jako dítě, převzal po strýci Theodorovi despotát Morejský. Jeho otec zde strávil nějaký čas mezi léty 1415–1416, protože zde zaváděl pořádek a snažil se zabezpečit despotát výstavbou dlouhé hradby Hexamilion, obranného valu přetínajícího Korintskou šíji. Ale toto opevnění bylo roku 1423 zničeno nájezdy Osmanů. Theodóros byl vcelku dobrým vládcem, roku 1421 se oženil s italskou princeznou Cleope Malatestovou, sestřenicí papeže Martina V. Cleope záhy přestoupila na řeckou víru, čímž rozlítila papeže, který to ovšem dával za vinu jejímu manželovi. Zdá se však, že konverze byla dobrovolná. Manželé udržovali v Mystře přísný, zato však vysoce kulturní dvůr, který po její smrti roku 1433 ztratil na skvělosti. První hvězdou jejich dvora byl Pleothon, jenž jim byl zcela oddán. Protože byl Theodóros po svém bratru Janovi VIII. nejstarší, považoval se za dědice trůnu. Roku 1443, kdy bylo jasné, že Jan nebude mít děti, vyměnil svůj despotát za město Selymbrii v Thrákii se svým bratrem Konstantinem (pozdějším císařem Konstantinem XI.). To proto, aby byl po ruce (tedy blíže Konstantinopoli), až Jan zemře. Ale osud ho ošidil, Theodóros zemřel o tři měsíce dřív, než Jan VIII. – v červnu roku 1448. Měl jediné dítě, dceru Helenu, která se vdala za Jana II., krále kyperského.